# Seeing is Believing
Seeing is Believing – drugie koncertowe DVD art rockowej grupy Believe, wydane nakładem Metal Mind Productions. Wydawnictwo zawiera zarejestrowany 10 listopada 2011 roku koncert, który zespół zagrał na deskach Teatru Śląskiego w Katowicach przed brytyjskim zespołem Arena.
Zdecydowana większość repertuaru koncertu pochodzi z czwartego, wydanego w 2010 roku studyjnego albumu grupy (World Is Round). Pojawiają się również utwory z krążka This Bread Is Mine, na którym zadebiutował nowy wokalista Believe Karol Wróblewski, a także jeden utwór z wydanego w 2008 roku albumu Yesterday Is a Friend.

## Lista utworów
1. No Time Inside
2. World Is Round
3. This Bread is Mine
4. And All the Roads
5. What They Want (Is My Life)
6. Lay Down Forever
7. AA
8. Guru
9. New Hands
10. Cut Me Paste Me
11. Poor King of Sun/Return
12. Silence

## Materiały dodatkowe
- Wywiad z Mirkiem Gilem i Karolem Wróblewskim.
- Music For One Leg – krótki dokument przedstawiający sylwetkę Vlodiego Tafla, jedynego na świecie perkusisty bez nogi grającego na standardowym zestawie perkusyjnym. Dokument zrealizowany jest w formie rozmowy, którą z Taflem przeprowadza znany dziennikarz radiowy Tomasz Kasprzyk.
- Friends For Robert – koncert zarejestrowany 24 września 2011 roku w klubie Oskard w Koninie, zorganizowany dla uczczenia pamięci po zmarłym w tym roku dziennikarzu muzycznym Robercie Roszaku – przyjacielowi zespołu.
- Live At Progresja – zapis koncertu, który grupa Believe dała 8 listopada 2011 roku w warszawskim klubie Progresja.